# Filippo di Lannoy (principe di Sulmona)
Filippo di Lannoy, II principe di Sulmona e conte di Venafro (1514 – 1553), è stato un nobile e militare italiano.

## Biografia
Era figlio di Carlo di Lannoy e di Françoise d’Entremont de Montbel.
Fu un militare al servizio degli spagnoli. Alla battaglia di Ceresole comandò la cavalleria leggera napoletana.

## Discendenza
Sposò a Castel Capuano nel 1535 Isabella Colonna, vedova del capitano imperiale Luigi Gonzaga "Rodomonte", conte di Sabbioneta, morto nel 1532. Ebbero cinque figli:
- Maria, monaca nel monastero di Santa Maria Donna Regina a Napoli;
- Carlo (1538 – 1566), 3º principe di Sulmona (fino al 1559) e 2º conte di Venafro, sposa Costanza Doria del Carretto;
- Beatrice, sposa prima Alfonso de Guevara 5º conte di Potenza, poi Alberto Acquaviva d’Aragona, 12º duca d’Atri;
- Orazio (? – 1597), 4º principe di Sulmona e 3º conte di Venafro, sposa Antonia d'Avalos;
- Vittoria (? – 1594), sposa Giulio Antonio Acquaviva d’Aragona 1º principe di Caserta e 2º marchese di Bellante.

## Ascendenza
|                                                         |                                           |                                            | Genitori                                                |  |  | Nonni |  |  | Bisnonni                               |  |  | Trisnonni                         |  |
|                                                         |                                           |                                            |                                                         |  |  |       |  |  | Antoine de Lannoy, signore di Mingoval |  |  | Jean de Lannoy, signore di Lannoy |  |
|                                                         |                                           |                                            |                                                         |  |  |       |  |  | Antoine de Lannoy, signore di Mingoval |  |  | Jean de Lannoy, signore di Lannoy |  |
|                                                         |                                           | Jeanne de Croÿ                             |                                                         |  |  |       |  |  | Antoine de Lannoy, signore di Mingoval |  |  |                                   |  |
| Jean de Lannoy, signore di Mingoval                     |                                           |                                            |                                                         |  |  |       |  |  | Antoine de Lannoy, signore di Mingoval |  |  |                                   |  |
|                                                         |                                           | Jeanne de Ville, signora di Senzeilles     | Quentin de Ville, signore d'Audregnies                  |  |  |       |  |  |                                        |  |  |                                   |  |
|                                                         |                                           | Jeanne de Ville, signora di Senzeilles     | Quentin de Ville, signore d'Audregnies                  |  |  |       |  |  |                                        |  |  |                                   |  |
|                                                         |                                           | Jeanne de Ville, signora di Senzeilles     | Jeanne de Senzeilles, signora d'Erquelines              |  |  |       |  |  |                                        |  |  |                                   |  |
| Charles de Lannoy, I principe di Sulmona e Ortonamare   |                                           | Jeanne de Ville, signora di Senzeilles     |                                                         |  |  |       |  |  |                                        |  |  |                                   |  |
|                                                         |                                           | Simon VIII de Lalaing, signore di Montigny | Othon II, signore di Lalaing                            |  |  |       |  |  |                                        |  |  |                                   |  |
|                                                         |                                           | Simon VIII de Lalaing, signore di Montigny | Othon II, signore di Lalaing                            |  |  |       |  |  |                                        |  |  |                                   |  |
|                                                         |                                           | Simon VIII de Lalaing, signore di Montigny | Yolande de Barbancon, signora di Montigny-le-Christophe |  |  |       |  |  |                                        |  |  |                                   |  |
| Philippote de Lalaing                                   |                                           | Simon VIII de Lalaing, signore di Montigny |                                                         |  |  |       |  |  |                                        |  |  |                                   |  |
|                                                         |                                           | Jeanne de Gavre, signora di Brakel         | Arnold VII de Gavre, signore di Chorisse                |  |  |       |  |  |                                        |  |  |                                   |  |
|                                                         |                                           | Jeanne de Gavre, signora di Brakel         | Arnold VII de Gavre, signore di Chorisse                |  |  |       |  |  |                                        |  |  |                                   |  |
|                                                         |                                           | Jeanne de Gavre, signora di Brakel         | Marie d'Aumont                                          |  |  |       |  |  |                                        |  |  |                                   |  |
| Philippe de Lannoy, II principe di Sulmona e Ortonamare |                                           | Jeanne de Gavre, signora di Brakel         |                                                         |  |  |       |  |  |                                        |  |  |                                   |  |
|                                                         | Guillaume de Montbel, signore d'Entremont | Guigues de Montbel, signore d'Entremont    |                                                         |  |  |       |  |  |                                        |  |  |                                   |  |
|                                                         | Guillaume de Montbel, signore d'Entremont | Guigues de Montbel, signore d'Entremont    |                                                         |  |  |       |  |  |                                        |  |  |                                   |  |
|                                                         | Guillaume de Montbel, signore d'Entremont | Antoinette de Seyssel d'Aix                |                                                         |  |  |       |  |  |                                        |  |  |                                   |  |
| Jacques de Montbel, conte d'Entrémont                   | Guillaume de Montbel, signore d'Entremont |                                            |                                                         |  |  |       |  |  |                                        |  |  |                                   |  |
|                                                         |                                           | Ainarde de la Chambre                      | Urbain de la Chambre, visconte di Maurienne             |  |  |       |  |  |                                        |  |  |                                   |  |
|                                                         |                                           | Ainarde de la Chambre                      | Urbain de la Chambre, visconte di Maurienne             |  |  |       |  |  |                                        |  |  |                                   |  |
|                                                         |                                           | Ainarde de la Chambre                      | Marguerite de Polignac-Chalencon                        |  |  |       |  |  |                                        |  |  |                                   |  |
| Françoise de Montbel, duchessa di Bojano                |                                           | Ainarde de la Chambre                      |                                                         |  |  |       |  |  |                                        |  |  |                                   |  |
|                                                         |                                           | …                                          | …                                                       |  |  |       |  |  |                                        |  |  |                                   |  |
|                                                         |                                           | …                                          | …                                                       |  |  |       |  |  |                                        |  |  |                                   |  |
|                                                         |                                           | …                                          | …                                                       |  |  |       |  |  |                                        |  |  |                                   |  |
| Jeanne de Saint-Maur                                    |                                           | …                                          |                                                         |  |  |       |  |  |                                        |  |  |                                   |  |
|                                                         |                                           | …                                          | …                                                       |  |  |       |  |  |                                        |  |  |                                   |  |
|                                                         |                                           | …                                          | …                                                       |  |  |       |  |  |                                        |  |  |                                   |  |
|                                                         |                                           | …                                          | …                                                       |  |  |       |  |  |                                        |  |  |                                   |  |
|                                                         |                                           | …                                          |                                                         |  |  |       |  |  |                                        |  |  |                                   |  |